# Sarduri I
Sarduri I, Sardur I, Siduri I, Seduri I – władca Urartu około 844–828 p.n.e., syn Lutipriego.

## Objęcie tronu
Istnieją przypuszczenia, że około roku 844 p.n.e. Sarduri I został następcą Arama na tronie urartyjskim. W trakcie zjednoczenia plemion Nairi w połowie IX wieku p.n.e. prawdopodobnie Aramu i ojciec Sarduriego I, Lutipri, stali na czele dwóch różnych plemion. Szczep Lutipriego przejął władzę, jednak pozostaje niejasnym, czy Sarduri I objął władzę bezpośrednio po śmierci Arama, czy na krótko w 844 roku p.n.e. rządy sprawował jego ojciec.
Za panowania Sarduriego I rezydencją władcy była położona nad jeziorem Wan Tuszpa, dokąd przeniesiono stolicę Urartu po zburzeniu Arzaszku wskutek najazdu Salmanasara III w 856 roku p.n.e.
Na okres rządów Sarduriego I w Urartu są datowane najstarsze znane urartyjskie tabliczki gliniane, zapisane pismem klinowym w uproszczonym języku asyryjskim.

## Wojsko
Systematyczne najazdy Asyrii spowodowały rozwój wojskowości Urartu. Za panowania Arama i Sarduriego I Urartyjczycy stopniowo przekształcali swoje wojsko na wzorzec armii asyryjskiej (świadczą o tym wizerunki żołnierzy na płaskorzeźbach). Skórzane i drewniane hełmy zastąpiono brązowymi, zwiększono ilość broni żelaznej. Rozwinęło się też monumentalne budownictwo obronne.
| |                                                             |
| Pozostałości muru twierdzy | Inskrypcja w języku asyryjskim na jednym z kamieni twierdzy |
| Inskrypcja: „Napis Sarduriego, syna Lutipriego, króla wielkiego, króla potężnego, króla wszechświata, króla Krainy Nairi, króla, który nie ma sobie równych, pasterza, godnego podziwu, który nie boi się walk, króla, który pokonał nieposłusznych mu. Sarduri, syn Lutipriego, król królów od wszystkich królów przyjął hołd. Sarduri, syn Lutipriego, rzecze tak: Ten wapień z miasta Alniunu dostarczyłem, ten mur wzniosłem”. |                                                             |